# Edoardo Rovida
Edoardo Rovida (Alessandria, 26 de agosto de 1927) é um diplomata e prelado italiano da Igreja Católica, que pertenceu ao serviço diplomático da Santa Sé.

## Biografia
Foi ordenado sacerdote em 29 de junho de 1950. Completou os seus estudos na Pontifícia Academia Eclesiástica em 1953.
Ficou conhecido como beneficiário do patrocínio de Giovanni Benelli, que como substituto da Secretaria de Estado da Santa Sé dominou o departamento de 1967 a 1977. Suas primeiras atribuições no serviço diplomático da Santa Sé incluíram um período em Cuba durante os primeiros anos da Revolução Cubana.
Em 31 de julho de 1971, o Papa Paulo VI o nomeou núncio apostólico no Panamá, com a dignidade de arcebispo titular de Taormina. Foi consagrado em 10 de outubro pelo Jean-Marie Villot, prefeito do Pontifício Conselho Cor Unum, assistido por Giovanni Benelli, substituto da Secretaria de Estado da Santa Sé e por Giuseppe Almici, bispo de Alessandria.
Em 13 de agosto de 1977, foi nomeado pró-núncio apostólico do Zaire, onde permaneceu até 7 de março de 1981, quando foi nomeado Observador Permanente da Santa Sé junto às Nações Unidas em Genebra.
Em 26 de janeiro de 1985, foi nomeado pelo Papa João Paulo II como núncio apostólico na Suíça e em 7 de março de 1987, com a criação da nunciatura de Liechtenstein, desmembrada da Suíça, torna-se seu núncio apostólico.
Em 15 de março de 1993, foi nomeado núncio apostólico em Portugal. Permaneceu até 12 de outubro de 2002, quando foi nomeado seu sucessor, Alfio Rapisarda, mas mantendo-se ativo em Portugal como núncio emérito participando da assinatura da Concordata entre a Santa Sé e Portugal de 2004.
Retirou-se primeiro para Roma, depois para Alexandria e atualmente está em Quattordio.